# Escama nasorrostral
En los reptiles, la escama nasorostral es una escama ampliada y generalmente emparejada, justo detrás de la escama rostral (y frente a la escama nasal).